# سوهارتو
سوهارتو (زاده ۸ ژوئن ۱۹۲۱ – درگذشته ۲۸ ژانویه ۲۰۰۸) دومین رئیس‌جمهور اندونزی بود. او در ۸ ژوئن ۱۹۲۱ به دنیا آمد و در دهه ۱۹۶۰ با یک کودتای نظامی احمد سوکارنو اولین رئیس‌جمهور و بانی استقلال اندونزی را از قدرت برکنار کرد و مدت ۳۳ سال زمام امور کشورش را دردست داشت. سرانجام در سال ۱۹۹۸ قدرت را به مردم واگذار کرد و از صحنه سیاست کناره گرفت و در ۲۸ ژانویه ۲۰۰۸ در سن ۸۶ سالگی درگذشت.

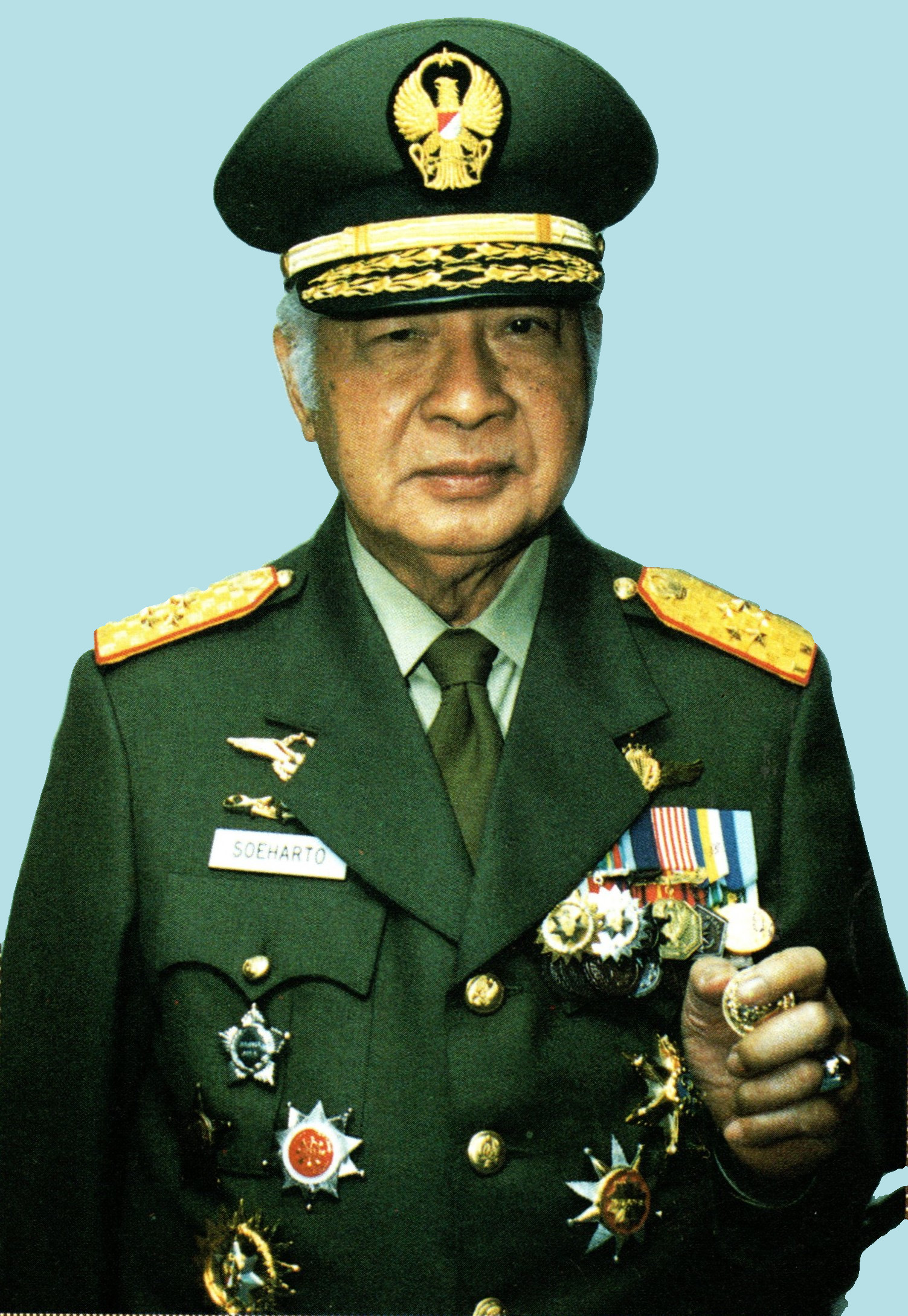
در سال ۱۹۹۷